# The Fiber Optic Association
The Fiber Optic Association (amb acrònim FOA) és una organització educacional sense ànim de lucre amb l'objectiu de promoure la fibra òptica mitjançant l'educació, la certificació i els estàndards. La FOA va ser fundada el 1995 per una dotzena d'educadors i personal de la indústria, actualment són més de 200 afiliats a més de 40 països.

## Activitats
- Establiment d'estàndards per a la certificacions tècniques.
- Avaluació i aprovació d'escoles de formació.
- Formació d'instructors de certificació.
- Proveir informació tècnica a través d'internet.
- Participació en les activitats de l'especificacions d'estàndards sobre fibres òptiques.